# Kepler-8
Kepler-8 es una estrella ubicada en la constelación de Lira, en el campo de visión de la Misión Kepler, una operación liderada por la NASA encargada de descubrir planetas terrestres. La estrella, ligeramente más caliente, más grande y más masiva que el Sol, tiene un gigante gaseoso en su órbita, Kepler-8b. Este gigante gaseoso es más grande que Júpiter, pero menos masivo y, por lo tanto, más difuso. El descubrimiento del planeta se anunció públicamente el 4 de enero de 2010, junto con otros cuatro planetas. Al ser el quinto sistema planetario confirmado y verificado por Kepler, contribuyó a demostrar las capacidades de la sonda espacial Kepler.

## Características
Kepler-8 se encuentra a unos 1020 pársecs (o 3300 años luz) de la Tierra. Con una masa de 1,213 Msol y un radio de 1,486 Rsol, Kepler-8 es aproximadamente una quinta parte más masivo que el Sol, y su tamaño es casi tres veces la mitad. Se predice que la estrella tiene 3840 millones (± 1500 millones) de años, en comparación con los 4600 millones de años del Sol. Kepler-8 tiene una metalicidad de [Fe/H] = -0,055 (± 0,03), lo que la hace un 12 % menos rica en metales que el Sol, que sí lo es; la metalicidad es importante en las estrellas, ya que las estrellas más ricas en metales tienen mayor probabilidad de albergar planetas. La estrella también tiene una temperatura efectiva de 6213 (± 150) K, lo que significa que es más caliente que el Sol, que tiene una temperatura efectiva de 5778 K.
Kepler-8 tiene una magnitud aparente de 13,9; en otras palabras, vista desde la Tierra, Kepler-8 es una estrella extremadamente tenue. Es imposible verla a simple vista.

## Sistema planetario
Kepler-8b es el único planeta descubierto orbitando a Kepler-8. Con una masa de 0,603 MJ y un radio de 1,419 RJ, el planeta tiene el 60 % de la masa de Júpiter, pero es un 42 % más grande. El planeta es difuso, con una densidad de 0,261 g/cc, especialmente en comparación con Júpiter y su densidad de 5,515 g/cc. A una distancia de 0,0483 UA, Kepler-8b orbita su estrella cada 3,5225 días. Se supone que la excentricidad de Kepler-8 es 0, lo que le daría una órbita circular. En comparación, el planeta Mercurio  orbita el Sol a 0,3871 UA cada 87,97 días. Mercurio también tiene una órbita elíptica, con una excentricidad de 0,2056.
| Planeta | Masa     | Semieje mayor (UA) | Periodo orbital (días) | Excentricidad | Inclinación | Radio |
| ------- | -------- | ------------------ | ---------------------- | ------------- | ----------- | ----- |
| b       | 0.603 MJ | 0.0483             | 3.5225                 | 0             | - °         | ?     |